# Governador Archer
Governador Archer est une municipalité brésilienne située dans l'État du Maranhão.